# درختزارهای خشک کوه‌های مرکزی افغانستان
درختزارهای خشک کوه‌های مرکزی افغانستان (انگلیسی: Central Afghan Mountains xeric woodlands) دامنه‌های خشک شرقی و جنوبی رشته‌کوه مرکزی افغانستان، بین صحرای شنی در جنوب و علفزارهای آلپ در ناحیه مرتفع‌تر و مرطوب‌تر در شمال را پوشش می‌دهد. علی‌رغم «زمین‌های جنگلی» در نام منطقه بوم‌گردی، مقدار بسیار کمی از منطقه جنگلی است - کمتر از 1٪ - اما در عوض پوشش گیاهی یا علفی دارد.

## موقعیت
رشته‌کوه‌های مرکزی افغانستان امتداد غربی کوه‌های هندوکش در شمال شرق این کشور است. این رشته‌کوه‌ها در کوه بابا (رشته‌کوه بابا) کوه‌های پغمان قرار دارند. میانگین ارتفاع ۲۰۵۸ متر (۶۷۵۲ فوت) و بلندترین قله کوه کوکزارو زاغیچا ۵۱۲۵ متر (۱۶۸۱۴ فوت) در منتهی‌ الیه شمال شرقی منطقه بوم است.

## اقلیم
آب و هوای این منطقه قاره‌ای مرطوب است - از نوع تابستان گرم و خشک (سامانه طبقه‌بندی اقلیمی کوپن)، با اختلاف دمای فصلی زیاد و تابستان گرم (حداقل یک ماه با میانگین بالای۲۲ درجه سانتیگراد (۷۲ درجه فارنهایت) و زمستان‌های معتدل که خشک‌ترین ماه بین آوریل و سپتامبر است که بیش از ۳۰ میلی متر بارندگی ندارد. 

## گیاهان و جانوران
بر اساس تجزیه و تحلیل ماهواره‌ای، ۶۵ درصد از بوم منطقه را پوشش گیاهی  کم و ۲۷درصد دیگر را "پوشش علفی" تشکیل می‌دهد. در منطقه توده‌ای از درختان پسته وحشی (Pistacia atlantica) در ارتفاعات ۱۱۵۰-۱۸۰۰ متری وجود دارد.
میزان بارندگی در این ارتفاعات به طور متوسط ۲۵۰-۴۰۰ میلی متر در سال است. در ارتفاع ۲۰۰۰-۲۸۰۰ متر، درختان بادام از جنس پرونوس یک پوشش گیاهی را ایجاد کرده است.
سمندر کوه پغمان (سمندر افغاندون) یک نوع سمندر که مورد توجه برای حفاظت از آنها است. دریاچه بزرگ شور، آب ایستاده، یک ایستگاه مهم مهاجرتی در بهار برای پرندگان آبی است که بین سیبری و جلگه سند و گنگ هند سفر می‌کنند. این ایستگاه دارای جمعیت قابل توجهی از فلامینگوی آمریکایی (Phoenicopterus ruber) است.